# Canon de 3 pouces/50 calibres
Dans l'histoire de l'United States Navy, plusieurs canons de 3 pouces de 50 calibres ont existé et ont équipé les navires américains, de la fin des années 1890 à la fin des années 1990. Déclinés en plusieurs modèles (« Mark »), on peut compter 3 évolutions historiques, qui ont été montées comme canons antitorpilleurs ou antiaériens en artillerie secondaire de cuirassés et de croiseurs, en artillerie principale de destroyers, ou comme canon de sous-marins.

## Versions

### Mark 2, 3, 5, 6 et 8
Les canons de 3 pouces/50 calibres Mark 2, 3, 5, 6 et 8 sont montés en tant que canons antitorpilleurs puis antiaériens sur tous les navires de l'United States Navy à partir de 1900. Les premiers destroyers équipés sont ceux de la classe Bainbridge et les premiers cuirassés sont ceux de la classe Connecticut. Durant la Première Guerre mondiale, 18 canons sont vendus au Royaume-Uni.
350 de ces canons sont fournis aux Alliés de la Seconde Guerre mondiale en vertu du programme Prêt-Bail ; ils sont principalement utilisés sur les Defensively equipped merchant ship (en) (navires marchands équipés d'armes de défense contre les navires ennemis).

### Mark 10 - 22
La plupart des canons de cette série ont été utilisés comme canons antiaériens, les premiers étant construits durant la Première Guerre mondiale. Très utilisés jusque dans les années 1930, ils sont progressivement remplacés par des canons de 5 pouces/25 calibres puis par des Bofors 40 mm. Durant la Seconde Guerre mondiale, ils constituent l'armement principal de petits navires, tels les destroyers d'escorte, les sous-marins ou les navires marchands. Ce sont ainsi 14 000 unités qui sont construites entre 1940 et 1945.

### Mark 27, 33, 34
Néanmoins, dès 1944, l'United States Navy se rend compte que ses canons de 20 mm Oerlikon et Bofors 40 mm ne sont pas efficaces contre les attaques kamikazes japonaises. Seul le canon de 5 pouces/38 calibres tire une munition assez puissante pour arrêter un avion fonçant sur un navire ; le problème est que ce canon est trop lourd pour être déployé en nombre suffisant. C'est ainsi qu'un nouveau programme est lancé dans l'urgence, avec pour but de développer un canon de calibre moyen qui puisse tirer un obus équipé d'une fusée de proximité, le Mark 27.
C'est ainsi qu'un nouveau canon voit le jour, prévu pour équiper de nombreux destroyers d'escorte et autres petits navires construits à la fin de la Seconde Guerre mondiale. Cependant, sa conception ne s'achève qu'en 1948, et ce n'est qu'à partir de cette année-là qu'il commence à équiper les navires de l'United States Navy et de la Marine royale canadienne. Ce sera le cas jusque dans les années 1980, et en 2015 il est encore en service sur des navires américains vendus à d'autres nations. Ce canon est monté sur deux types d'affûts : le Mark 27 sur affût double conçu durant la Seconde Guerre mondiale, le Mark 33 étant une amélioration de celui-ci, et en affût simple, le Mark 34.